# John D. Rockefeller, Jr.

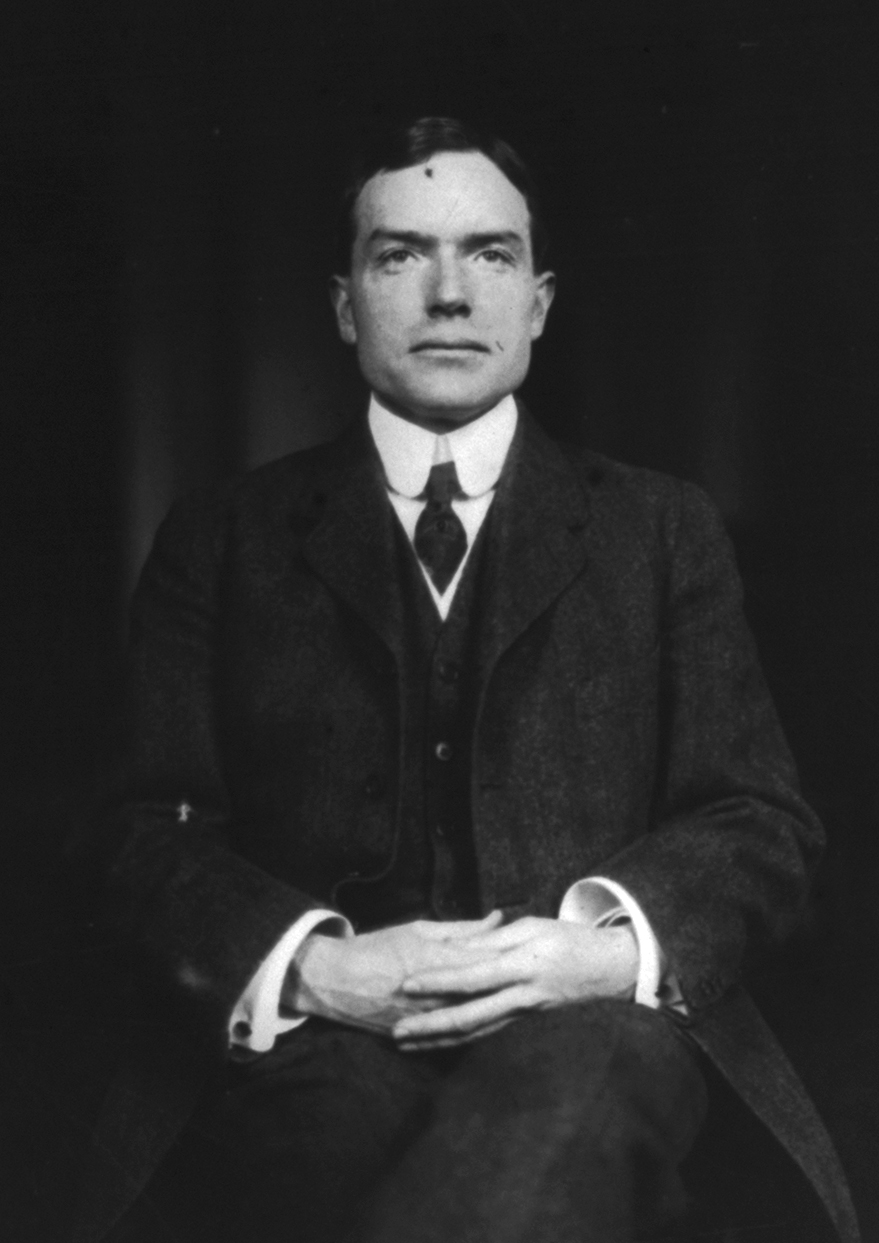
John D. Rockefeller, Jr. (1915)

John Davison Rockefeller, Jr., (* 29. Januar 1874 in Cleveland, Ohio; † 11. Mai 1960 in Tucson, Arizona) war ein Mitglied der US-amerikanischen Familie Rockefeller. Er wird als Philanthrop bezeichnet.

## Biografie
Er war als fünftes Kind der einzige Sohn von John D. Rockefeller, Sr., dem Gründer der Standard Oil und einem der reichsten Menschen seiner Zeit. Er besuchte die Browning School in New York und studierte dann bis 1894 an der Brown-Universität Soziologie und Volkswirtschaft. Dann ging er nach Deutschland und studierte an der Universität Heidelberg. Für kurze Zeit arbeitete er in den Unternehmen seines Vaters. Im Jahre 1914 wurde er in der Folge des Ludlow-Massakers zur negativen Symbolfigur für die Ausbeutung der Bergwerksarbeiter in den Kohlefeldern Colorados. Ein auf Rockefellers Haus in Tarrytown geplanter Sprengstoffanschlag am 4. Juli 1914 scheiterte, als die Bombe vor dem Attentat zu früh detonierte. Rockefeller engagierte den Marketingfachmann Ivy Lee und investierte große Summen in die Verbesserung seines Images. Während der Weltwirtschaftskrise finanzierte er den Bau des Rockefeller Centers und wurde einer der größten Immobilienbesitzer in New York. Er wurde Großaktionär der Chase National Bank, als die Bank sein Equitable Trust Unternehmen übernahm.
Am 9. Oktober 1901 heiratete er Abigail Greene Aldrich (1874–1948), genannt „Abby“, Tochter des Senators Nelson W. Aldrich von Rhode Island. Das Paar hatte sechs Kinder, eine Tochter und fünf Söhne:
- Abby Rockefeller Mauzé (1903–1976)
- John D. Rockefeller III. (1906–1978)
- Nelson A. Rockefeller (1908–1979)
- Laurance Spelman Rockefeller (1910–2004)
- Winthrop Rockefeller (1912–1973)
- David Rockefeller (1915–2017)

Nelson und Winthrop Rockefeller wurden später Gouverneure. Nelson wurde danach von 1974 bis 1977 Vizepräsident der Vereinigten Staaten unter Gerald Ford.
Abby starb am 5. April 1948. John D. Rockefeller, Jr. heiratete am 15. August 1951 die Konzertpianistin Martha Baird Allen, die Witwe eines Studienkollegen von der Brown University.

## Wohltätiges und soziales Engagement
Am meisten ist er für seine wohltätigen Werke bekannt, nachdem sein Vater nicht zuletzt auf sein Betreiben 1901 die Rockefeller-Universität (damals noch als Rockefeller Institute for Medical Research) und 1913 die Rockefeller-Stiftung gegründet hatte. Außerdem unterstützte er die Restaurierung des kolonialen Williamsburg in Virginia und stiftete den Vereinten Nationen 8,5 Millionen US-Dollar, um das Grundstück für ihren Hauptsitz in New York City zu erwerben.
Als überzeugter Vertreter der ökumenischen Bewegung spendete er im Laufe seines Lebens beträchtliche Summen für protestantische und baptistische Institutionen, darunter die Federal Council of Churches, Union Theological Seminary, die Cathedral of Saint John the Divine und Riverside Church.
Im Jahre 1924 wurde Rockefeller als auswärtiges Mitglied in die Académie des Beaux-Arts aufgenommen. Seit 1931 war er gewähltes Mitglied der American Philosophical Society.
Er hatte ein starkes Interesse am Naturschutz und kaufte Land für mehrere amerikanische Nationalparks, unter anderem für den Grand-Teton-Nationalpark, Acadia-Nationalpark, Great-Smoky-Mountains-Nationalpark, Yosemite-Nationalpark und Shenandoah-Nationalpark. Im Jahre 1972 wurde er postum geehrt, indem der John D. Rockefeller, Jr. Memorial Parkway zwischen Grand-Teton-Nationalpark und Yellowstone-Nationalpark nach ihm benannt wurde. Auch die Rockefeller Mountains und das Rockefeller-Plateau in der Antarktis tragen seinen Namen.